# YUDAミルク
YUDAミルク株式会社（ゆだミルク）は、岩手県和賀郡西和賀町に本社を置く乳製品メーカー。地元の酪農の振興発展を目的として設立された湯田農協のミルクプラントを前身とし、1966年に株式会社湯田牛乳公社として設立された。設立当時は、まだ第三セクターという概念は存在しなかったが、公社には町・農協・酪農家・販売店が出資しており、官民一体となって地域振興を目指し設立されている。なお、2024年には資本の大幅な入れ替えにより第三セクターを解消し民営化している。
2024年からは酪農事業に参入。町内の酪農家から牛や設備を買い取り、業務委託といった形で事業を開始。飼料高騰を価格転嫁できずに離農が加速する中、2027年度を目標に牛舎の運営を始める計画で、全国に販路を広げるヨーグルト事業の好調を踏まえ、経営基盤を守る狙いがある。
リブランディングを経て、2024年12月1日からは現行の社名に変更。発祥の地である旧湯田町の名前を英字で表現したほか、「With You, we Unite our Dreams for Advancements of society.」（あなたとともに未来への夢を結びつけ社会の進歩に貢献します）といった意味も込められている。

## 歴史

### 略歴
当時の湯田町において酪農が始まったのは戦後の1949年頃であり、1955年以降には急速に拡大し、1963年時点では36戸・80頭を数えた。しかし、高度経済成長の下での労働者不足や開田ブームの影響により次第に減少し始め、1975年には20戸・100頭となった。また、豪雪地帯であることから牛乳運輸が困難な時期があるなど、酪農家にとっては深刻な課題となっていた。
そこで、1955年に当時の湯田農協によってミルクプラントが設立され、これが湯田町における本格的な牛乳加工事業の始まりとなり、湯田牛乳公社の前身となった。ミルクプラントは、酪農家に対して安定した販路を提供し、一定の乳価を証明するとともに、酪農家同士の情報共有の場としての役割も果たした。また、1963年頃からは学校給食が始まり、牛乳給食を定着させた。
しかし、1965年以降になると、鉱山閉鎖による人口減少や、大手乳業メーカーの地方進出といった酪農界を取り巻く環境に変化が生じ、湯田農協のミルクプラントも存続するか否が議論された。議論の末、大手乳業メーカーの傘下に入るのであれば、酪農家には高い乳価を、消費者には安い牛乳を、そして学校給食を維持するといった理念を守れないという結論に至り、町を上げて新たな体制を構築することになった。1966年、湯田町・農協・酪農家・販売店の出資により株式会社湯田牛乳公社を設立し、業務を農協から引き継ぎ、工場も新築移転した。
公社の経営は1972年頃までは順調に推移し、牛乳の供給量も順調に伸びていたが、町の人口減少が進行したことにより地区内での消費が伸び悩み、1日に6,000本生産した牛乳の半分を大手乳業メーカーである雪印乳業に販売せざるを得ず、また施設の老朽化も相まって経営は行き詰まっていた。こうした中、町内では湯田ダムの建設による水没農家が約400戸あり、その多くが北上市や盛岡市へと移住した。そこで、販路拡大のために大消費地である盛岡市に転出した湯田町出身の住民の会合を開き、実状を訴えるとともに生協に対しても販売機会の提供を申し入れた。ただ、生協ではすでに他の牛乳を取り扱っており、まずは盛岡市民生協の店舗で「産地直売湯田農協コーナー」を設けることから始まり、1973年9月に仙北店にて湯田牛乳の共同購入が試験的に始まり、3,000本が購入された。地元では4,000本の消費があり、計7,000本の販路を確保したことになるが、プラントの処理能力は1日あたり6,000本であり、無理な操業によって施設の老朽化が加速することになる。
1975年には岩手県生協連に「牛乳開発委員会」が設けられ、同年12月に委託メーカー、開発工場として湯田牛乳公社が公式に指定された。これにより、湯田牛乳公社は新たな工場の建設に踏み切り、生産体制の強化を図るとともに、1975年10月には湯田農協と沢内村農協の合併で西和賀農協が発足した。
1980年の時点で、販路は盛岡市民生協のほか、岩手大学生協、県民生協、県内各学校の生協、北上市民生協などへ拡大し、総計約630万本、1日あたり平均35,000本の生産量となった。

### 年表
- 1955年（昭和30年） - 湯田農協に「ミルク・プラント」が設立。
- 1966年（昭和41年） - 湯田町（現：西和賀町）・農協・酪農家・販売店の出資により株式会社湯田牛乳公社を設立。
- 1986年（昭和61年） - 第1工場落成。
- 1987年（昭和62年）5月 - 店舗を備えた農産物処理加工施設「結（ゆい）ハウス」がオープン[11]。
- 1993年（平成5年） - 工場を増設し、飲用牛乳専用施設の充実と乳製品（ヨーグルト、プリン、アイスクリームなど）の製造部門専用施設を整備[11]。
- 2000年（平成12年） - 第2工場落成。
- 2020年（令和2年） - 企業変革が本格化、リ・ブランディングを実施。
- 2021年（令和3年）7月31日 - ヨーグルト製品を製造していた2つの工場を集約した、新ヨーグルト工場が落成[12]。
- 2023年（令和5年） - 東京オフィス開設。
- 2024年（令和6年）
  - 資本の大幅な入れ替えにより民営化[3]。
  - 8月1日 - 酪農事業に参入[4]。
  - 12月1日 - 社名をYUDAミルク株式会社に変更[5][13]。

## 店舗
- 結ハウス： 岩手県和賀郡西和賀町小繋沢55地割138番地
  - 営業時間：9:30 - 18:00（3月までは17:30閉店）、定休日：なし
  - 現在は株式会社西和賀産業公社が運営[14]

## 主な商品
- 飲用乳（牛乳、加工乳、乳飲料）、発酵乳・みるくぼーやグッズ